# Bra-ket-notation
Bra-ket-notation, eller Diracnotation, är en notation för att beskriva kvanttillstånd inom kvantmekaniken. Orden bra och ket kommer från bracket (klammer), {\displaystyle \langle \phi |\psi \rangle } för att beteckna överlappet mellan två tillstånd, den vänstra delen, {\displaystyle \langle \phi |}, kallad bra, och den högra delen, {\displaystyle |\psi \rangle }, kallad ket. 
Notationen introducerades av den brittiske fysikern Paul Dirac och är en utveckling av en notation för att beskriva inre produkter av vektorer (kvanttillstånd) i Hilbertrum.

## Kvanttillstånd
Ett kvanttillstånd betecknas med bra-ket-notation som {\displaystyle |\psi \rangle }, där {\displaystyle \psi } kan ses som namnet på tillståndet medan {\displaystyle |\cdot \rangle } markerar att det är ett kvanttillstånd. En sådan beteckning kallas även ket. Olika tillstånd har olika namn, vanligtvis givna av grekiska bokstäver, till exempel {\displaystyle |\psi \rangle } och {\displaystyle |\phi \rangle }. Varierande notation förekommer, i vissa sammanhang används till exempel stora grekiska bokstäver, {\displaystyle |\Psi \rangle } och {\displaystyle |\Phi \rangle }, för flerpartikeltillstånd.
I många fall behövs en notation för en hel mängd av tillstånd. Tillstånden numreras då vanligtvis med något index, till exempel {\displaystyle n}, där {\displaystyle n} antar ett antal olika värden, såsom de naturliga talen ({\displaystyle n=0,1,2,3,...}). Ett tillstånd betecknas då av {\displaystyle |\psi _{n}\rangle } (eller enbart {\displaystyle |n\rangle }), medan mängden av alla tillstånd ges av exempelvis {\displaystyle \{|\psi _{n}\rangle \}} eller {\displaystyle \{|\psi _{n}\rangle \}_{n=0}^{\infty }}.
I vissa fall, särskilt för sammansatta system eller system med olika frihetsgrader, används flera index, så kallade kvanttal, för att beskriva kvanttillståndet, exempelvis {\displaystyle |a,b,c\rangle }. Till exempel kan detta beskriva ett tillstånd för tre partiklar, där en befinner sig i tillstånd {\displaystyle |a\rangle }, en i {\displaystyle |b\rangle } och en i {\displaystyle |c\rangle }. Det kan också beskriva en enda partikels tillstånd. Exempelvis ges tillståndet för en elektron i en atom av {\displaystyle |n,l,m_{l},m_{s}\rangle }, där {\displaystyle n} är huvudkvanttalet, {\displaystyle l} är bankvanttalet, {\displaystyle m_{l}} är det magnetiska kvanttalet och {\displaystyle m_{s}} är spinnprojektionskvanttalet.

## Inre produkter
En inre produkt mellan två kvanttillstånd {\displaystyle |\psi \rangle } och {\displaystyle |\phi \rangle } betecknas med bra-ket-notation som {\displaystyle \langle \psi |\phi \rangle }. Tillståndet {\displaystyle \langle \psi |} kallas bra och är ett tillstånd tillhörande dualrummet till det Hilbertrum {\displaystyle {\mathcal {H}}} där ket-tillstånden {\displaystyle |\phi \rangle } ingår. Bra-tillstånden {\displaystyle \langle \psi |} är linjära funktionaler på ket-tillstånden {\displaystyle |\phi \rangle }. Speciellt gäller {\displaystyle \langle \phi |\phi \rangle =1} om tillstånden är normaliserade.
Inre produkter är framför allt användbara för att uttrycka ett tillstånd {\displaystyle |\phi \rangle } i en bas av ortonormala kvanttillstånd {\displaystyle \{|\psi _{n}\rangle \}}:
{\displaystyle |\phi \rangle =\sum _{n}\langle \psi _{n}|\phi \rangle |\psi _{n}\rangle }

## Yttre produkter
En yttre produkt mellan två kvanttillstånd {\displaystyle |\psi \rangle } och {\displaystyle |\phi \rangle } betecknas med bra-ket-notation som {\displaystyle |\psi \rangle \langle \phi |}.

## Tensorprodukter
En tensorprodukt mellan två kvanttillstånd {\displaystyle |\psi \rangle } och {\displaystyle |\phi \rangle } betecknas med bra-ket-notation som {\displaystyle |\psi \rangle \otimes |\phi \rangle } alternativt {\displaystyle |\psi \rangle |\phi \rangle } eller enbart {\displaystyle |\psi ,\phi \rangle }.